# Kleinkamp
Kleinkamp (früher auch Kamp) ist eine Ortschaft (Streusiedlung) in der Marktgemeinde Rappottenstein im Bezirk Zwettl in Niederösterreich.

## Geografie
Der östlich von Pehendorf am Westufer des Kleinen Kamps gelegene Streusiedlung besteht aus mehreren Einzellagen, die nur über Güterwege an das öffentliche Straßennetz angebunden sind. Am 1. April 2020 umfasste Kleinkamp 7 Adressen.

## Geschichte
Der Ort wird bereits 1311 schriftlich in den Urkunden des Stiftes Zwettl als Lutzelchamp genannt, im Eintrag der Josephinischen Fassion aus Jahre 1786/87 gab es im heutigen Ort 3 Häuser die die Hausnummern Pirkenreith 9, 11 und 12 hatten
Laut Franziszeischen Kataster bestand die damals unbenannte Ortslage im Jahr 1823 aus zwei Gehöften.
Im Jahr 1822 wurde der Ort als Dorf mit zwei Häusern genannt, das nach Rappottenstein eingepfarrt war, wohin auch die Kinder eingeschult wurden. Die Herrschaft Rappottenstein besaß die Ortsobrigkeit, übte die Landgerichtsbarkeit aus, besorgte die Konskription und hatte die Grundherrschaft inne.
Mit der Aufhebung der Grundherrschaften in Folge des Umbruchs 1848 wurde der Ort 1849 ein Teil der Ortsgemeinde Pehendorf.
Im Jahr 1938 waren laut Adressbuch von Österreich in der Rotte Klein-Kamp ein Landwirt ansässig.
Im Zuge der Niederösterreichischen Kommunalstrukturverbesserung kam der Ort nach der Auflösung der Ortsgemeinde Pehendorf am 1. Januar 1967 zur Gemeinde Rappottenstein und wurde der Katastralgemeinde Pehendorf zugeordnet. Hier wiederum ist sie dem Ort Pirkenreith zugeordnet.